# Cantone di Nangis
Il Cantone di Nangis è una divisione amministrativa degli arrondissement di Fontainebleau, Melun e Provins.
A seguito della riforma complessiva dei cantoni del 2014 è passato da 17 a 46 comuni.

## Composizione
Prima della riforma del 2014 comprendeva i comuni di:
- Bannost-Villegagnon
- Bezalles
- Boisdon
- La Chapelle-Rablais
- Châteaubleau
- La Croix-en-Brie
- Fontains
- Frétoy
- Gastins
- Jouy-le-Châtel
- Maison-Rouge
- Nangis
- Pécy
- Rampillon
- Saint-Just-en-Brie
- Vanvillé
- Vieux-Champagne

Dal 2015 comprende i comuni di:
- Andrezel
- Argentières
- Aubepierre-Ozouer-le-Repos
- Beauvoir
- Blandy
- Bois-le-Roi
- Bombon
- Bréau
- Champdeuil
- Champeaux
- La Chapelle-Gauthier
- La Chapelle-Rablais
- Chartrettes
- Châteaubleau
- Le Châtelet-en-Brie
- Châtillon-la-Borde
- Clos-Fontaine
- Courtomer
- Crisenoy
- La Croix-en-Brie
- Échouboulains
- Les Écrennes
- Féricy
- Fontaine-le-Port
- Fontains
- Fontenailles
- Fouju
- Gastins
- Grandpuits-Bailly-Carrois
- Guignes
- Machault
- Moisenay
- Mormant
- Nangis
- Pamfou
- Quiers
- Rampillon
- Saint-Just-en-Brie
- Saint-Méry
- Saint-Ouen-en-Brie
- Sivry-Courtry
- Valence-en-Brie
- Vanvillé
- Verneuil-l'Étang
- Vieux-Champagne
- Yèbles